# Integratore alimentare

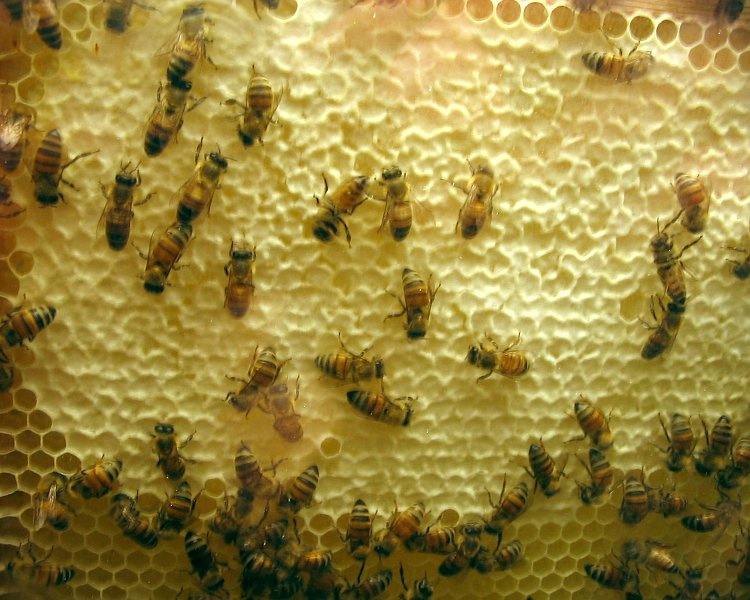
Polline, pappa reale e propoli

Nella scienza dell'alimentazione si definiscono integratori alimentari quei prodotti specifici, assunti parallelamente alla regolare alimentazione, volti a favorire l'assunzione di determinati principi nutritivi. Gli integratori alimentari sono alimenti destinati a integrare la dieta. Non sono farmaci da prescrizione e non sono destinati al trattamento o alla diagnosi di malattie.

## Descrizione

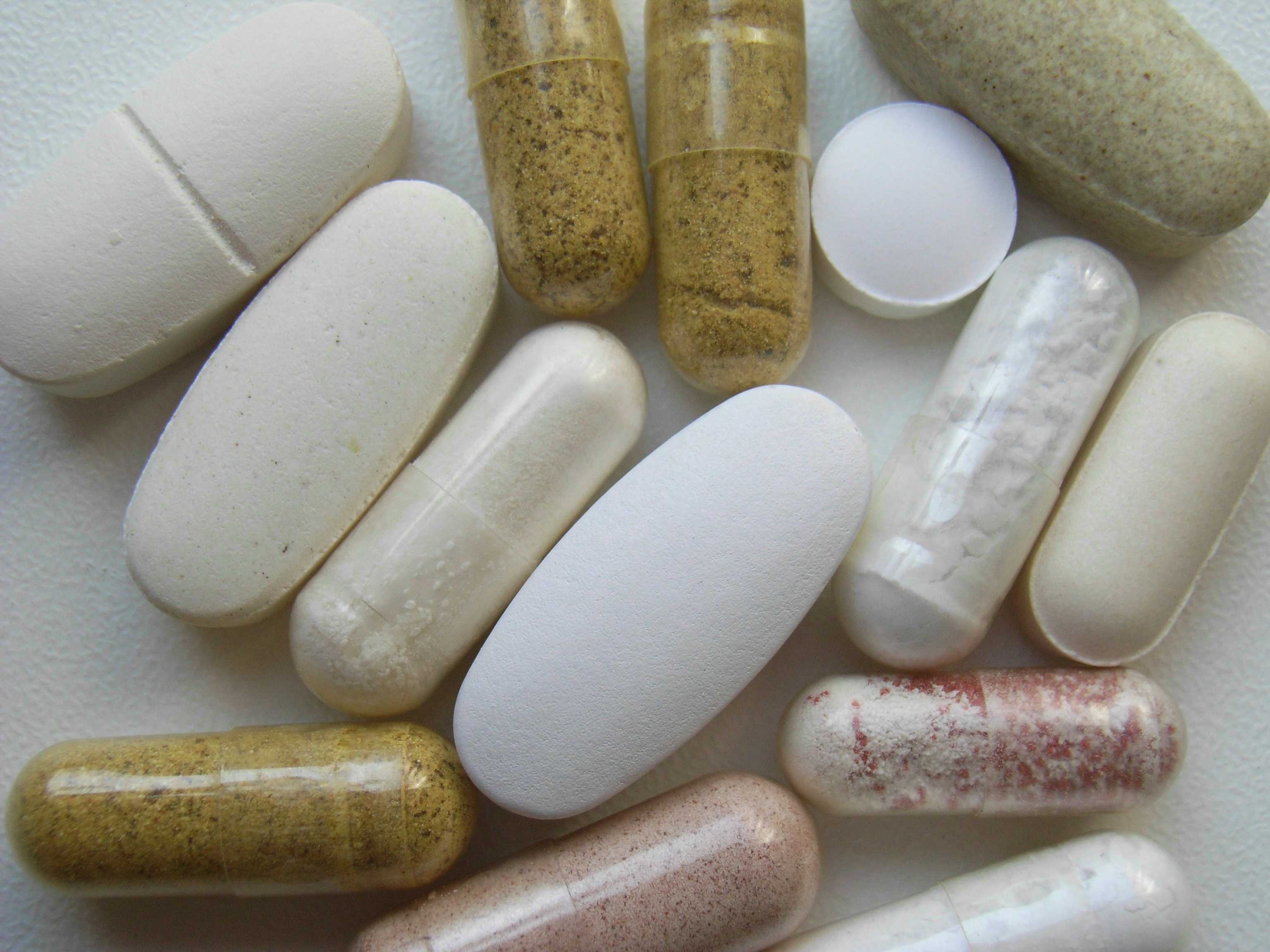
Integratori alimentari

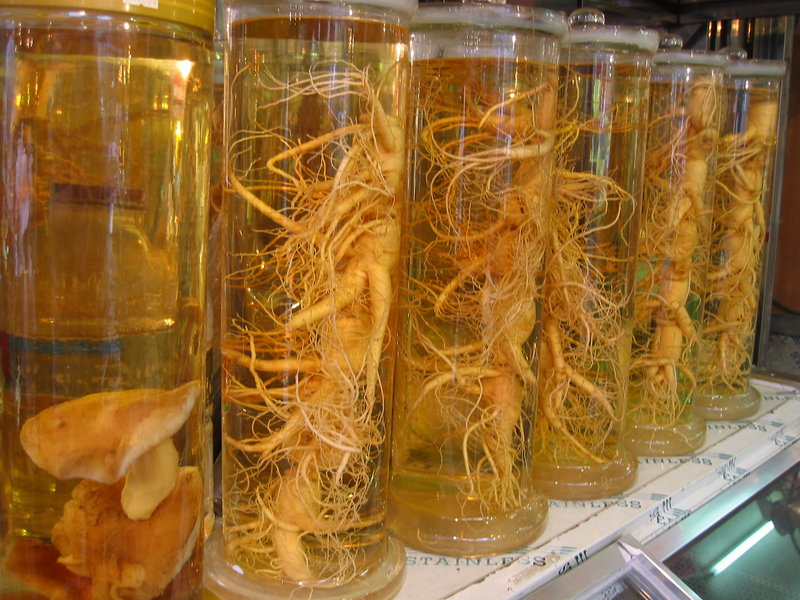
Radici di ginseng

In Europa, la normativa di riferimento è la Direttiva 2002/46/CE, attuata in Italia con il decreto legislativo 21 maggio 2004, n. 169. In questa normativa, gli integratori alimentari sono definiti precisamente come: "prodotti alimentari destinati ad integrare la comune dieta e che costituiscono una fonte concentrata di sostanze nutritive, quali le vitamine e i minerali, o di altre sostanze aventi un effetto nutritivo o fisiologico, in particolare, ma non in via esclusiva, aminoacidi, acidi grassi essenziali, fibre ed estratti di origine vegetale, sia monocomposti che pluricomposti, in forme predosate".
In un contesto di ampio dibattito sulla loro reale efficacia e utilità, buona parte dei nutrizionisti concordano sul fatto che gli integratori vengano a buon diritto consigliati nei casi in cui l'organismo abbia un'effettiva carenza di determinati elementi o sostanze: non sono dunque sostanze curative, ma servono a integrare una normale dieta, completandola nei casi di aumentato reale fabbisogno, ma in nessun caso sostitutive di una dieta alimentare variegata.
Per le loro proprietà nutrizionali, vanno assunti entro limiti di sicurezza (upper safe level: UL), tenendo conto delle RDA (recommended dietary allowances).
Tipica è l'assunzione nello sport da parte degli atleti e in un contesto di convalescenza o di forte stress debilitante.

### Tipologie di integratori
Esistono in commercio molti tipi di integratori alimentari che possono essere classificati a seconda del fabbisogno dell'organismo oppure per ingredienti.

### Esempi di integratori
- Carnitina
- Acido folico
- Creatina
- Probiotici e Prebiotici
- Omega-3
- Pappa reale
- Ginseng
- Ginkgo biloba